# Dohna
Dohna település Németországban, azon belül Szászország tartományban. Lakosainak száma 6303 fő (2023. december 31.). Dohna Drezda, Heidenau, Pirna, Bahretal, Müglitztal és Kreischa községekkel határos.

## Fekvése
Pirnától nyugatra fekvő település.

## Leírása
Dohna felső része egy 1401-ben elpusztult vár romjaival egy 40 méteres kiugró gránitsziklán fekszik. Szászország legrégibb városának tartják.

## Nevezetességek
- Burgschänke vendégfogadó - Első emeletén berendezett helytörténeti múzeumban jégkorszakbeli és szláv régészeti leletek és a várra vonatkozó dokumentumok láthatók.
- Fleischerbrunnen - a város piacterén áll. Az itteni híres hentescéh tevékenységére emlékeztet.
- Szt. Mária templom (St. Marienkirche) - Fafaragású szárnyas oltára 1518-ból való. Gazdagon díszített keresztelő medencéje a 16. század elejéről származik.

## Galéria

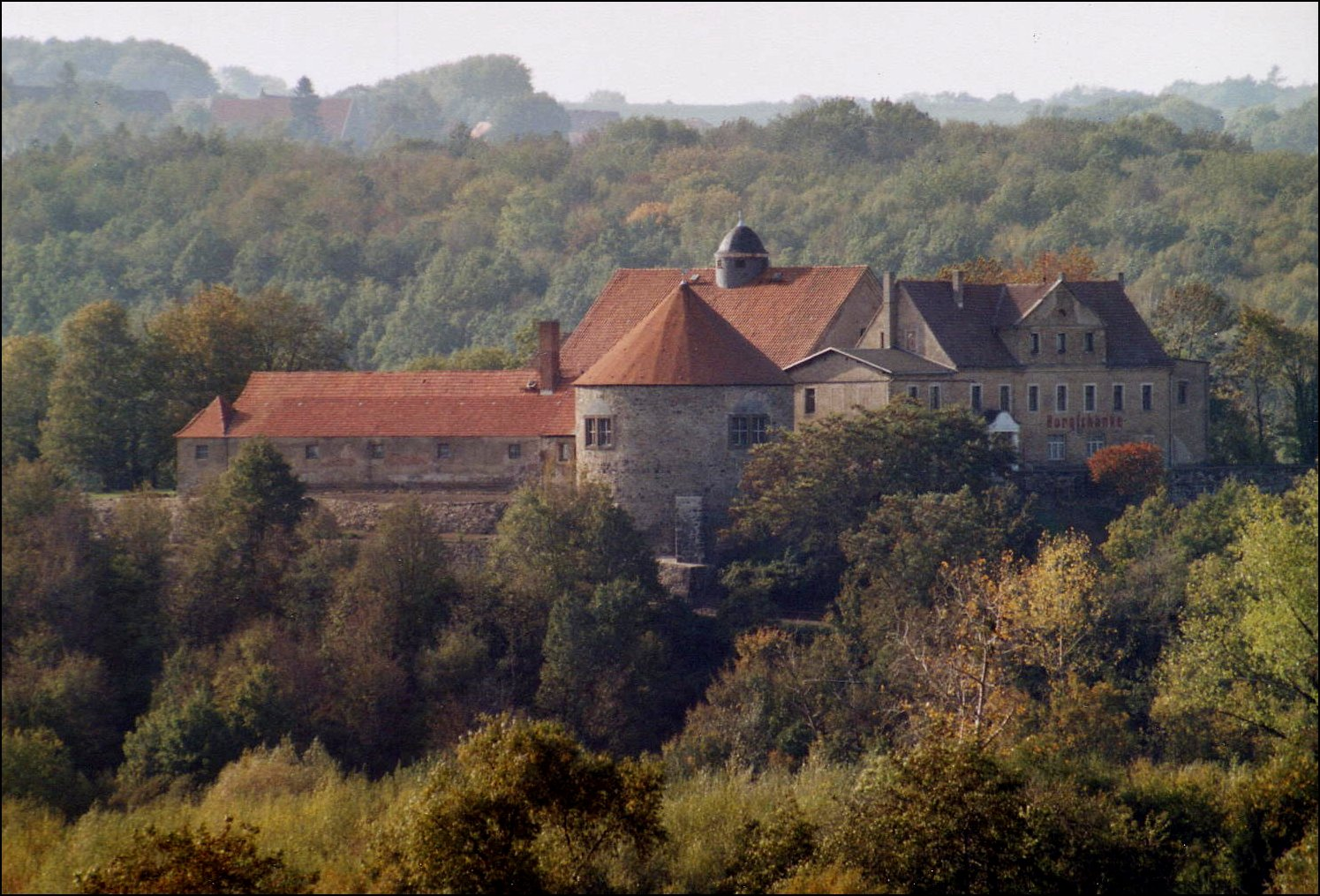
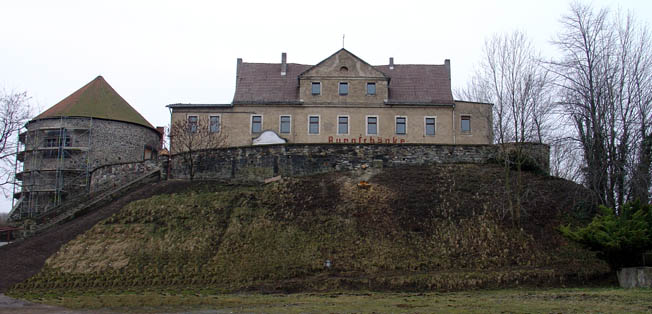
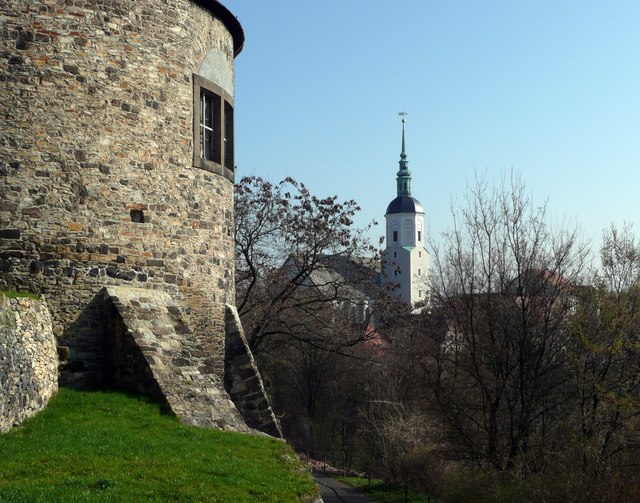
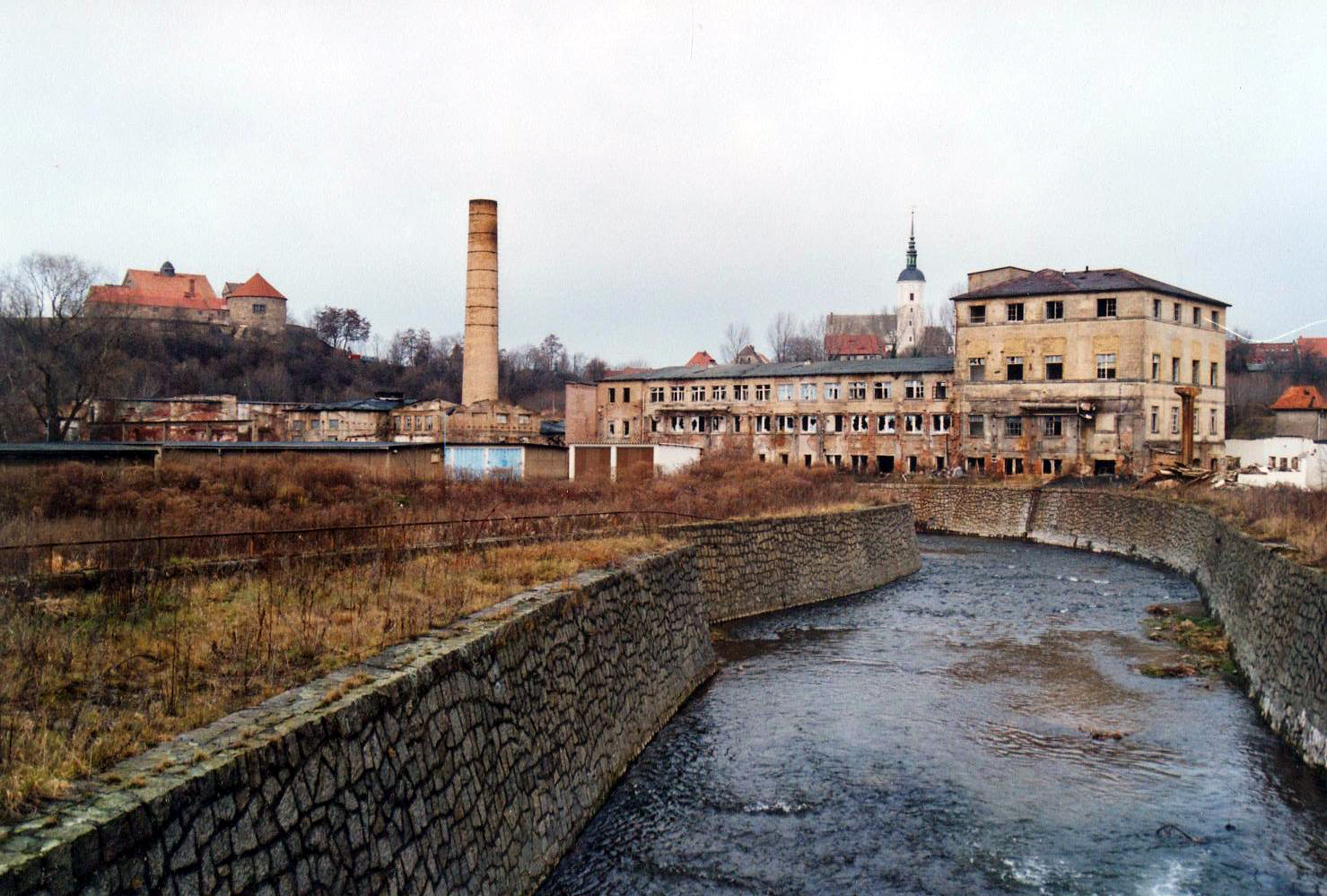
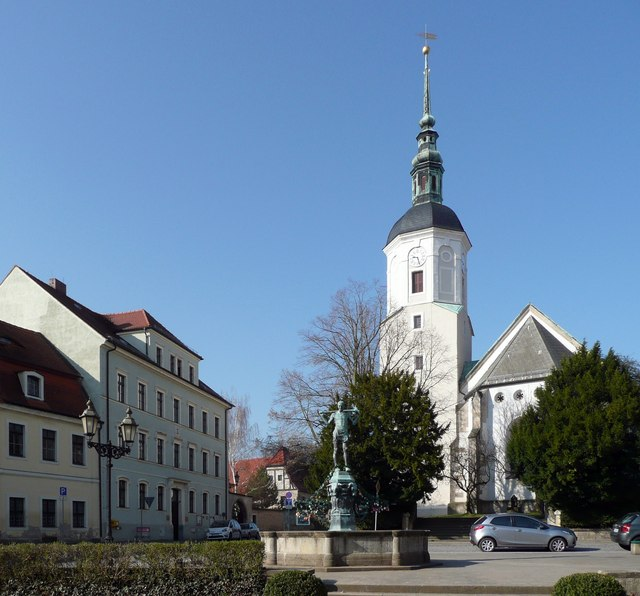
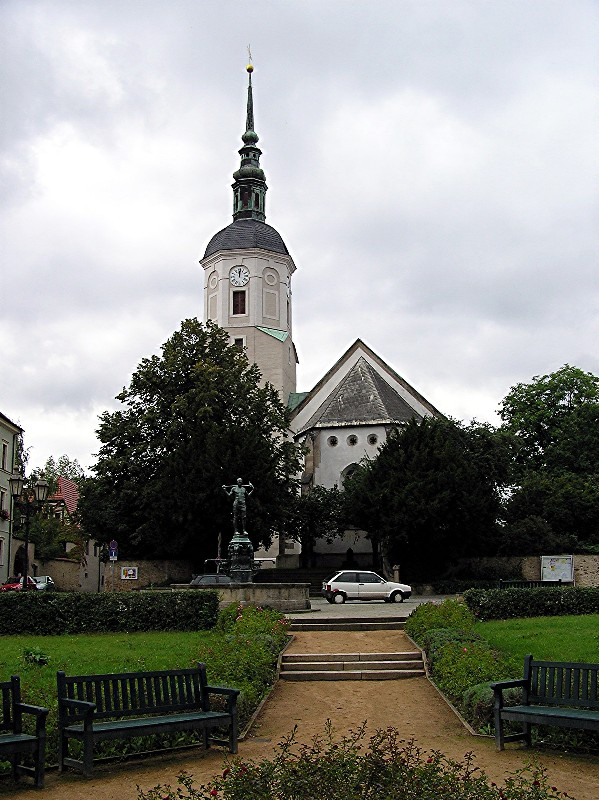
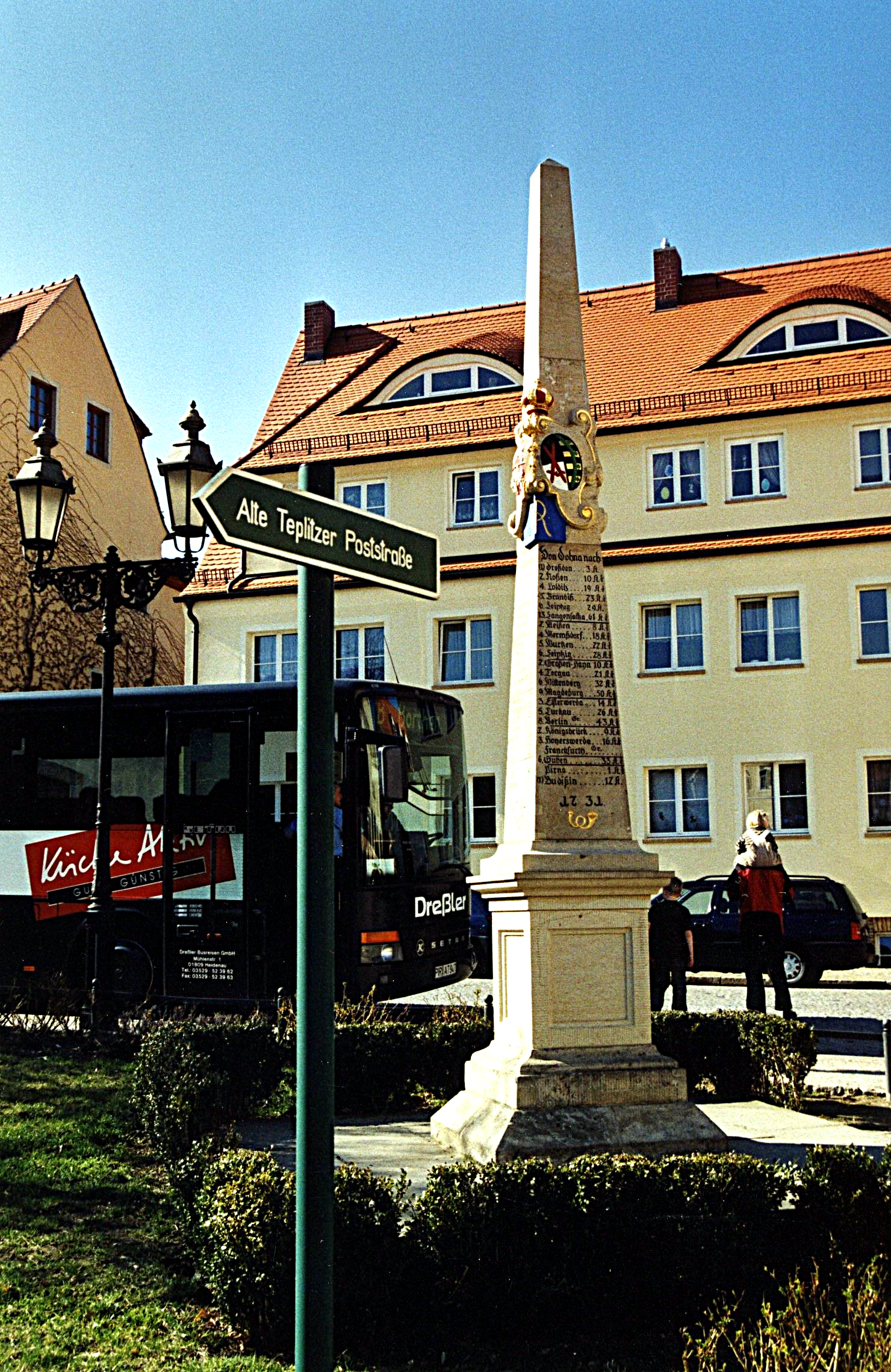
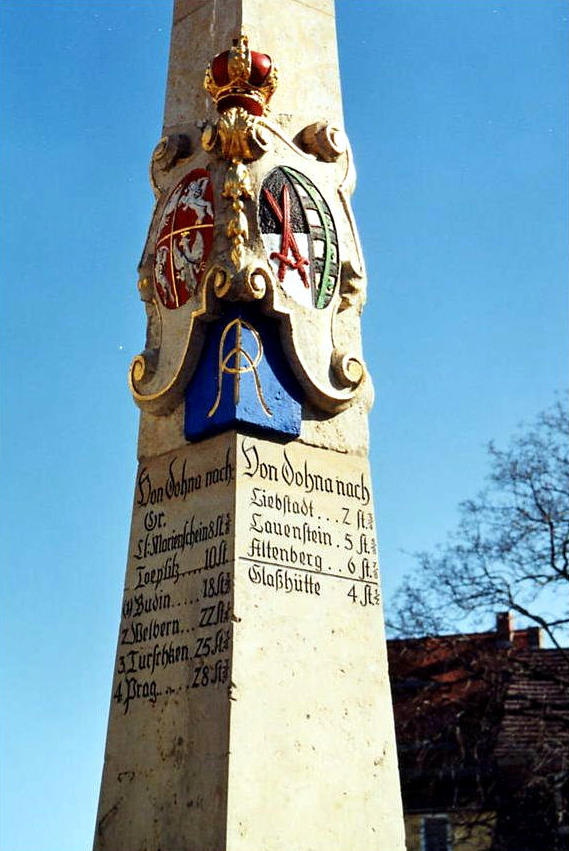

## Népesség
A település népességének változása:
| Lakosok száma | 6264 | 6220 | 6168 | 6249 | 6303 |
|               | 2017 | 2019 | 2021 | 2022 | 2023 |